# هندریک گروسوهمیشن
هندریک گروسوهمیشن (انگلیسی: Hendrik Großöhmichen؛ زادهٔ ۶ ژوئن ۱۹۸۵) بازیکن فوتبال اهل آلمان است.
از باشگاه‌هایی که در آن بازی کرده‌است می‌توان به باشگاه فوتبال هولشتاین کیل، باشگاه فوتبال ماگدبورگ ۱، باشگاه فوتبال هانوفر ۹۶، باشگاه فوتبال هانزا روستوک، و باشگاه فوتبال اسنابروک اشاره کرد.